# Blaine Lake
Blaine Lake est une communauté située dans la province de la Saskatchewan, dans le centre.